# Autorité de régulation multisectorielle
L’Autorité de régulation multisectorielle (ARM) est une agence gouvernementale du Niger rattachée au cabinet du premier ministre, chargée de la régulation des services publics.

## Historique
L’  Autorité de Régulation Multisectorielle  (ARM) a été créée par l’ordonnance 99-044 du 26 octobre 1999.
Son organisation est fixée par l’ordonnance 2010-83 du 16 décembre 2010.

## Missions
L’ARM est chargée de la régulation des activités exercées sur le territoire du Niger dans le cadre des services publics : l’eau, l’énergie, la poste, les télécommunications, et les transports
.
Ses missions sont de :
- veiller à l’application des textes législatifs et réglementaires,
- garantir l’exercice d’une véritable concurrence,
- promouvoir le développement des secteurs placés sous son contrôle,
- mettre en œuvre les mécanismes de consultations des utilisateurs et des opérateurs,
- collecter les ressources financières devant alimenter le fonds d'accès universel aux services,
- elle dispose d’un pouvoir de mise en demeure et de sanction sur les acteurs des secteurs régulés.

Elle publie un rapport annuel sur son site internet.

## Organisation
L’ARM est une autorité administrative indépendante rattachée au cabinet du premier ministre. Son siège est situé à Niamey.